# 히로사와촌 (군마현)
히로사와촌(일본어: 広沢村)은 일본 군마현의 동부, 야마다군 속했던 촌이다.

## 역사
- 1889년 4월 1일 - 정촌제 시행에 의해 야마다군 히로사와촌이 성립하였다.
- 1937년 4월 1일 - 기류시에 편입되었다.

## 교통

### 철도
- 도부 철도
  - 기류선